# Neocalyptis affinisana
Neocalyptis affinisana es una especie de polilla del género Neocalyptis, categorizada en la tribu Archipini, de la subfamilia Tortricinae.

## Distribución
Se distribuye por Sri Lanka.

## Taxonomía
Fue descrita por Walker en 1863 y publicada en (Tortrix), List Specimens lepid. Insects Colln. Br. Mus 28: 328.